# Michaił Rodionow
Michaił Iwanowicz Rodionow (ros. Михаи́л Ива́нович Родио́нов; ur. 26 października?/8 listopada 1907 we wsi Ratunino w rejonie Niżnego Nowogrodu, zm. 1 października 1950 w Leningradzie) – radziecki polityk, prezes Rady Ministrów Rosyjskiej Federacyjnej Socjalistycznej Republiki Radzieckiej (1946–1949).

## Życiorys
W 1927 ukończył technikum pedagogiczne, po czym został sekretarzem komitetu Komsomołu w Kisłowodsku, od 1929 należał do  WKP(b). W latach 1930–1931 był dyrektorem technikum pedagogicznego, 1931–1935 kierownikiem wydziału i zastępcą sekretarza rejonowego komitetu WKP(b) w Niżnym Nowogrodzie (przemianowanym w 1934 na Gorki), od grudnia 1935 do stycznia 1938 I sekretarzem rejonowego komitetu WKP(b) w Iwanowie. Od stycznia do lipca 1938 kierownik Obwodowego Oddziału Edukacji Publicznej w Gorkim, od 13 lipca 1938 do 16 kwietnia 1939 III sekretarz Komitetu Obwodowego WKP(b) w Gorkim, od kwietnia 1939 do stycznia 1940 przewodniczący Komitetu Wykonawczego Rady Obwodowej w Gorkim, od 16 stycznia 1940 do 25 marca 1946 I sekretarz Komitetu Obwodowego WKP(b) w Gorkim. Od 20 lutego 1941 do sierpnia 1949 zastępca członka KC WKP(b), od 23 marca 1946 do 9 marca 1949 członek Biura Organizacyjnego KC WKP(b) i jednocześnie prezes Rady Ministrów Rosyjskiej RFSRR. W 1949 pracownik naukowy Akademii Nauk Społecznych przy KC WKP(b).
13 sierpnia 1949 został aresztowany w związku z tzw. sprawą leningradzką, następnie skazany na śmierć i rozstrzelany. Później pośmiertnie zrehabilitowany.

## Odznaczenia
- Order Lenina (dwukrotnie)
- Order Wojny Ojczyźnianej I klasy
- Order Czerwonego Sztandaru Pracy